# Chrysops yunnanensis
Chrysops yunnanensis är en tvåvingeart som beskrevs av Wang 1977. Chrysops yunnanensis ingår i släktet Chrysops och familjen bromsar. Inga underarter finns listade i Catalogue of Life.